# ScienceWorld
ScienceWorld, znana także jako Eric Weisstein's World of Science - witryna internetowa uruchomiona w styczniu 2002 r., zawierająca ponad 1000 haseł z wielu dziedzin nauki, jak astronomia, chemia, fizyka, a także biografie naukowców; administrowana przez Erica Weissteina z Wolfram Research, który jest głównym autorem haseł.
ScienceWorld jest także powiązana z MathWorld i kilkoma innymi projektami. Chociaż nie jest to projekt Open Source, przyjmowane są też artykuły od ochotników.

### Encyklopedie Erica Weissteina
Opracowane
- MathWorld
- ScienceWorld

W opracowaniu
- Scientific Books
- Game of Life in Cellular Automata Theory
- Music
- Rocketry